# Calycomyza eupatorivora
Calycomyza eupatorivora är en tvåvingeart som beskrevs av Spencer 1973. Calycomyza eupatorivora ingår i släktet Calycomyza och familjen minerarflugor.
Artens utbredningsområde är Jamaica. Inga underarter finns listade i Catalogue of Life.